# Cadmiumselenide

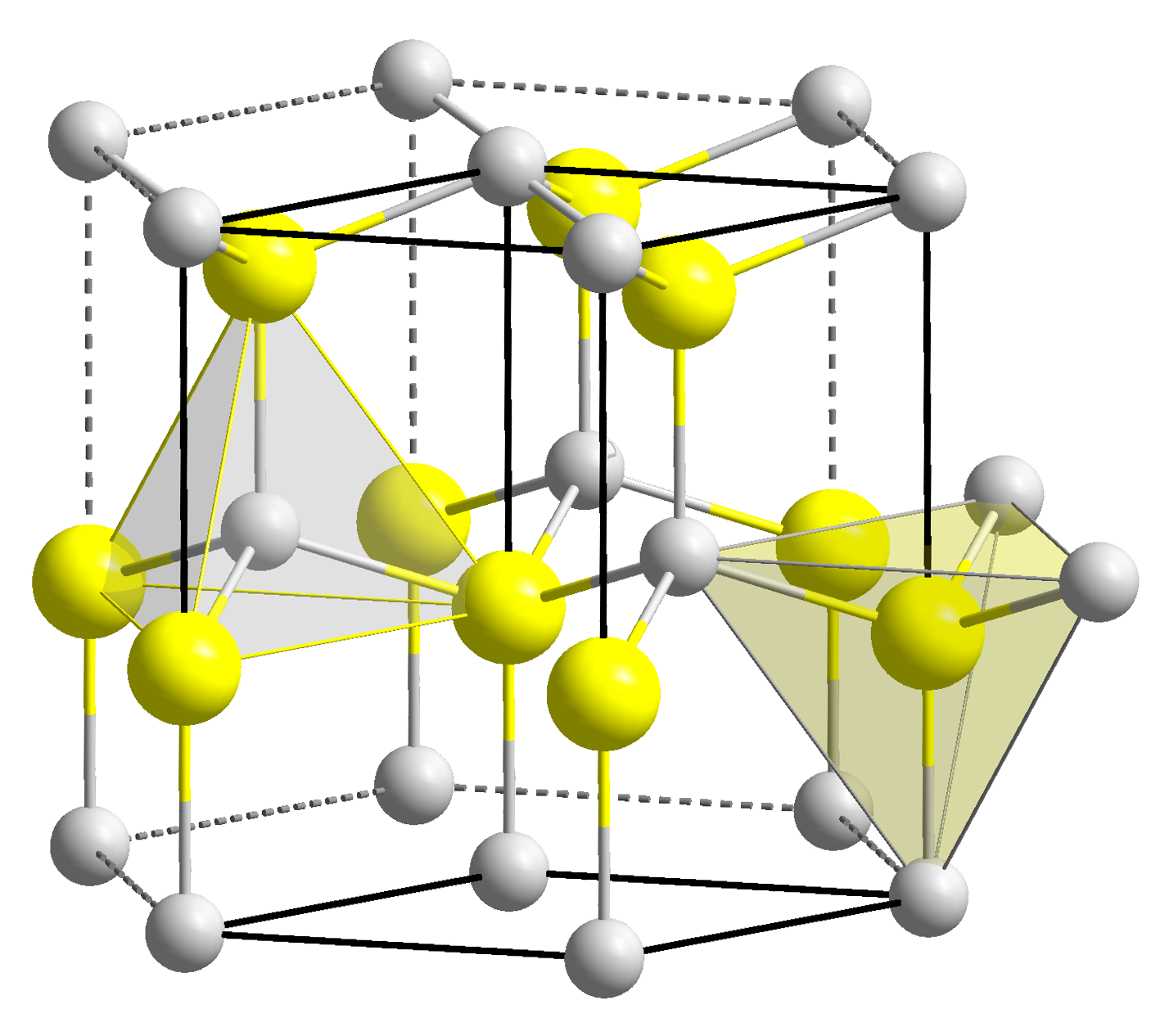
Structuur van cadmiumselenide

Cadmiumselenide (CdSe) is een zeer stabiel rood pigment dat voorkomt als een donkerrood poeder (cadmiumrood). De stof komt in de natuur voor onder de vorm van het mineraal cadmoseliet. Cadmiumselenide is schadelijk voor het milieu. Er is ook een minder giftig substituut op basis van een zinkoxide-azopigment.

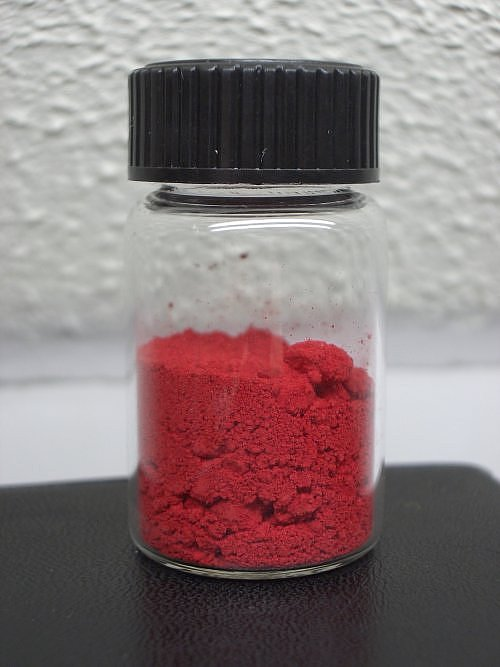
Een potje met cadmiumrood

Een patent voor cadmiumrood werd al aangevraagd in 1892. Rond 1910 kwam een industriële productie op gang. Het verving daarna grotendeels het minder stabiele vermiljoen. Het pigment werd eerst gemaakt door cadmiumsulfide in een atmosfeer van stikstof tot 600 °C te verhitten met zwavel en selenium. In 1919 patenteerde Bayer een methode met precipitatie uit een oplossing van sulfiden en seleniden; het zo gewonnen gele poeder werd door calcinatie verhit tot 300 °C waardoor de gewenste rode tint ontstond. Tegenwoordig wordt cadmiumselenide voornamelijk onder hoge compressie geproduceerd.
Als cadmiumselenide uit cadmiumsulfide gevormd wordt, zal door een steeds verder inbouwen van het selenium de kleur van geel via oranje naar vermiljoen en ten slotte dieprood veranderen. Door het proces voortijdig af te breken kan men dus de tussentinten in iedere gewenste gradatie verkrijgen. Wat als "cadmiumoranje" op de markt gebracht wordt, is zo een cadmiumsulfide-selenide ofwel cadmiumsulfoselenide. De vermiljoenkleurige tinten zijn het nuttigst. De donkerrode kleur lijkt oppervlakkig wel op kraplak in poedervorm maar bij die laatste stof wordt in dunne lagen blauw licht relatief minder uitgefilterd zodat de gewenste magenta zweem ontstaat. "Cadmiumrood donker" blijft echter ook in glaceringen een dofrode tint behouden.
Cadmiumrood is zeer lichtecht. Het is hittebestendig. Het is dekkend. De prijs is hoog. In de Colour Index is het het PR 108. Cadmiumrood is wegens de cadmiumcomponent giftig en kankerverwekkend. Het industrieel gebruik van het pigment is al sterk teruggedrongen maar het is niet verboden als kunstenaarsverf omdat de in de kunst gebruikte hoeveelheden te miniem zijn om een relevant milieueffect te hebben en de professionele kunstenaar geacht wordt zelf de risico's te kunnen bepalen die hij wil nemen. Huidcontact moet worden vermeden en verffabrikanten raden af het pigment met de airbrush aan te brengen. Imitaties door AZO-pigment zijn tegenwoordig vrijwel even lichtecht en intenser van kleur maar minder dekkend.
Verwarrend is dat in de jaren veertig van de twintigste eeuw wegens tijdelijke tekorten aan selenium rode cadmiumkwiksulfiden als pigment zijn geproduceerd die ook "cadmiumrood" werden genoemd. Zij hadden een minder verzadigde kleur lopend van oranje naar bruinrood.